# ネバーランド・ランチ

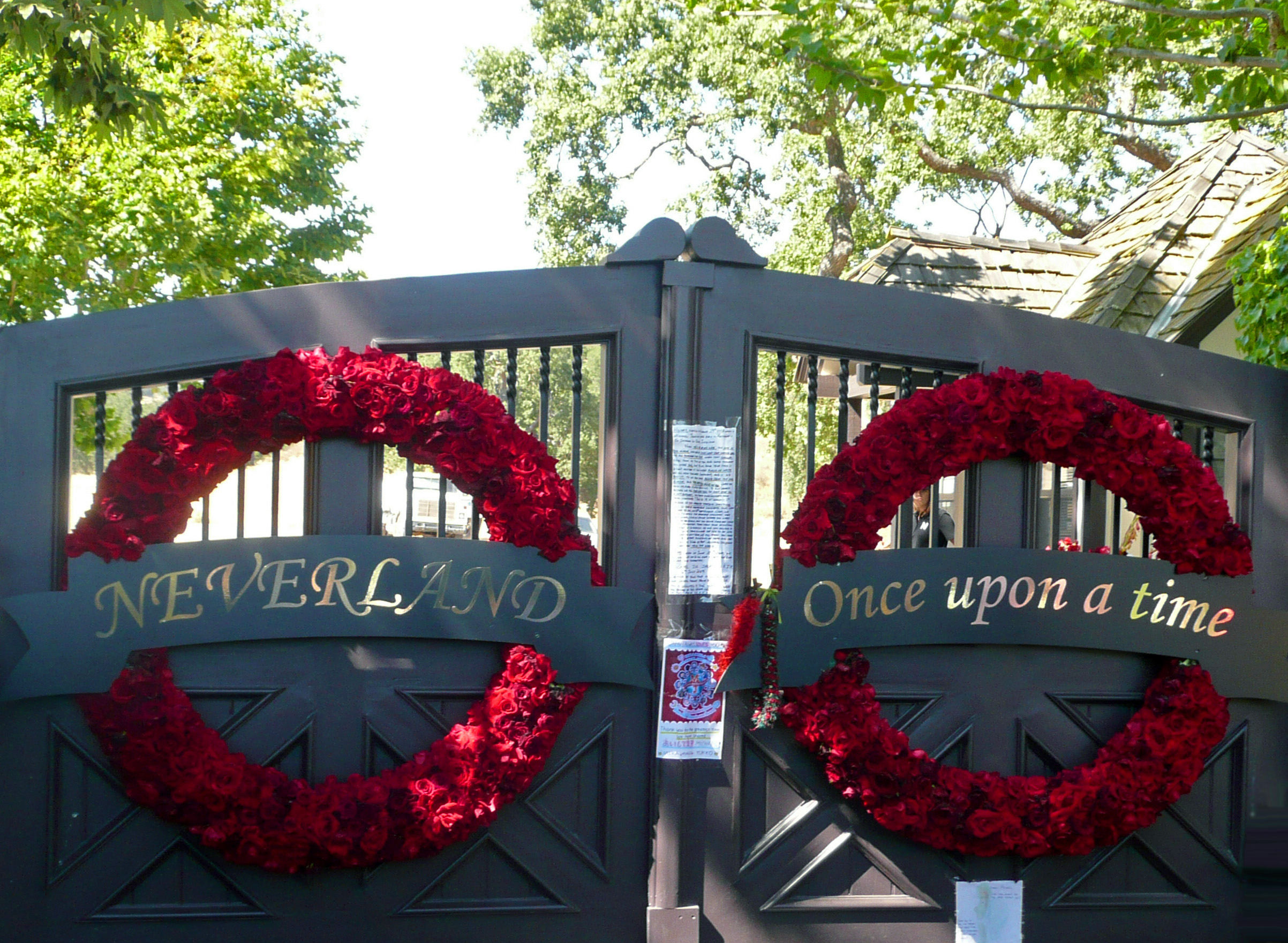
ネバーランドの門

シカモア・バレー・ランチ（Sycamore Valley Ranch）は、カリフォルニア州サンタバーバラ郡の開発された土地である。かつてはネバーランド・ランチ（Neverland Ranch、または単にネバーランド）という名称で、1988年から2005年までマイケル・ジャクソンの自宅兼プライベート遊園地だったことで知られている。
元々はザカ・ラデラス・ランチ(Zaca Laderas Ranch)という名前だったが、1981年に不動産開発業者のウィリアム・ボーンが購入した後シカモア・バレー・ランチに変更された。1988年にジャクソンに売却され、彼はピーター・パンの物語に出てくる架空の島、ネバーランドにちなんでネバーランド・ランチに名前を変更した。ジャクソンが初めてこの牧場を訪れたのは、1983年に『セイ・セイ・セイ』のビデオ撮影中にここに滞在していたポール・マッカートニーを訪ねたのがきっかけだった。ラトーヤ・ジャクソンによれば、それ以来、マイケルはいつかここを所有したいと興味を示していたという。
ネバーランドは、ロス・オリヴォスの町の北約8キロメートル、サンタ・イネズの町の北約13キロメートルに位置し、ロス・パドレス国有林の端にある。西にはチェンバーリン・ランチがあり、北にはラ・ラグーナ・ランチがある。サンタ・バーバラ郡の評価官事務所によると、ネバーランドの面積は約2,700エーカー（1100ヘクタール）である。
2020年現在、ネバーランドはコロニー・キャピタルとマイケル・ジャクソンの遺産管理財団が共同所有しており、売却のために開園と閉園を繰り返している。コロニー社は投資家の隠れ家として利用したり、セレブをもてなすために利用していると報じられている。同年12月24日には投資家のロナルド・バークルがネバーランドを2200万ドル（約22億6600万円）で購入することが発表された。

## 背景
1981年に不動産開発業者のウィリアム・ボーンが購入した時、ここはザカ・ラデラス・ランチと呼ばれていた。ボーンはシカモア・バレー・ランチと改名し、家族と共にこの地に移り住んだ。ボーンは建築家のロバート・アルテバースに主要な建物の設計を依頼し、2人は2年半をかけて建物の設計を練った。13,000平方フィート（1,200平方メートル）の母屋は、アルテバースの設計に基づいて1982年に完成した。庭園、石造りの橋、5フィートの滝のある4エーカーの湖もあった。ボーンは後に、この家を建てる際に「15年間の家づくりの経験から学んだことを全て表現したいという思いがあった。私はここで、ビジネスでやりたかったができなかったことを全て達成した」と語った。彼はここにゴルフ場を開設することも検討したが、実施しなかった。

## マイケル・ジャクソンの自宅

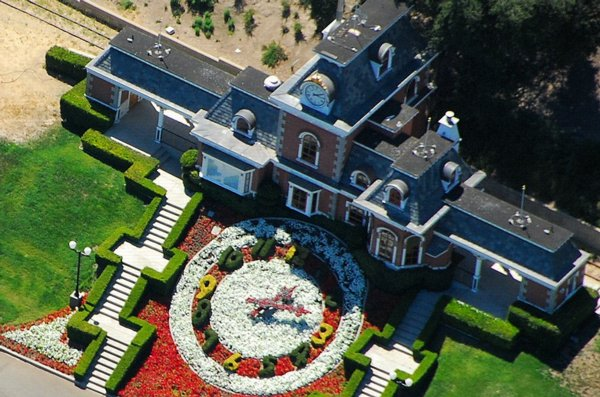
ネバーランド内の鉄道駅・キャサリン駅と、駅前の花時計

ジャクソンは1988年にボーンからこの土地を購入した。購入額は明かされていないが、推定では1,950万ドルとも3,000万ドルとも言われる。この不動産は当初、プライバシーを考慮して、ジャクソンの弁護士ジョン・ブランカと彼の会計士マーシャル・ゲルバンドを受託者とする信託によって購入された。1988年4月にジャクソンがこの取り決めを取り消し、彼が直接の所有者となった。ここは、ジャクソンの自宅であると同時に、多数の彫刻のある庭園やペットの動物を飼う動物園があるプライベートな遊園地でもあった。
敷地内には3つの鉄道があった。1つは「ネバーランド・バレー鉄道」と名付けられた軌間3フィート(914 mm)の狭軌で、母の名を冠してキャサリンと名付けられた蒸気機関車（クラウン・メタル・プロダクツ社1973年製 車輪配置 4-4-0(2B)）と2両の客車を走らせていた。2つ目は軌間2フィート(610mm)の狭軌で、チャンス・ライド社製のC・P・ハンティントンのレプリカ機関車を走らせていた。3つ目は、ジャクソンが自分の子供のプリンス、パリス、ブランケットのために購入した特注の電車である。この列車は、2001年にドイツのElektro-Mobiltechnik社が製造したものである。この列車は、母屋の裏にあるヤードに設置され、100フィートの線路を走行していた。
観覧車、メリーゴーラウンド、ジッパー、オクトパス、海賊船、回転ブランコ、スーパースライド、ジェットコースター、バンパーカーなどの遊具もあった。
ネバーランドでは、1991年にエリザベス・テイラーとラリー・フォーテンスキーの結婚式、1993年にオプラ・ウィンフリーによるジャクソンの生インタビューが行われ、1995年にはジャクソンと当時結婚していたリサ・マリー・プレスリーが世界中の子供たちを招いたイベントが行われた。
2003年には、ジャクソンの児童性的虐待疑惑によりネバーランドも警察官による捜索を受けた。ジャクソンは全ての容疑に対して無罪を勝ち取った。しかし、ジャクソンは、もはやここを家とは考えておらず、二度とこの土地には住まないと述べ、ネバーランドに戻ることはなかった。マイケル・ジャクソンの姉のラトーヤは、2012年の回顧録『スターティング・オーバー』の中で、弟の裁判中にネバーランドに滞在した経験を綴っている。2006年には施設は閉鎖され、スタッフのほとんどが解雇された。ジャクソンの広報担当者は、これはジャクソンがもはやそこに住んでいないためだと述べた。
ネバーランドは、ジャクソンに対する児童虐待疑惑の中心的な役割を果たしており、ジャクソンに対する告発者が、ここで性的虐待が行われたと証言している主要な場所の一つである。ネバーランドと性的虐待疑惑との関連性は、ネバーランドの価値が大幅に低下した理由である可能性があるとされている。

## 財務状況
2007年10月22日、ネバーランドに対する差押え手続きの報告が発表された。ジャクソンの広報担当者によると、ローンの借り換えが行われているだけで、ジャクソン（後に彼の遺産）はネバーランドの87.5%を法的に保有していることに変わりはないという。

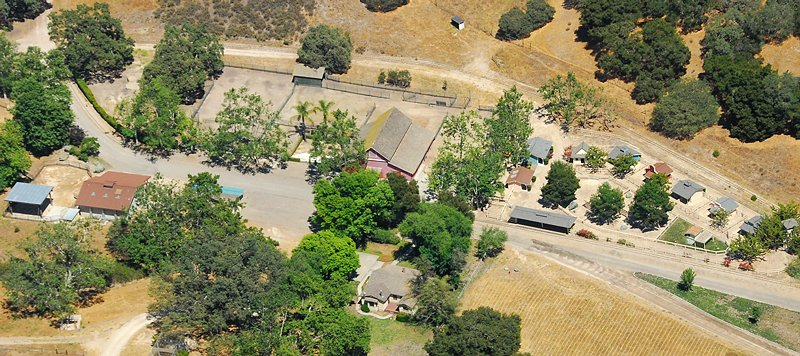
かつての動物園の建物（2009年7月）

2008年2月2日、ジャクソンは受託者であるファイナンシャル・タイトル社から、3月19日までに24,525,906.61ドルを完済しなければ、土地、建物、遊具、列車、美術品などを競売にかけるとの連絡を受けた。
2008年3月13日、ジャクソンの弁護士L・ロンデル・マクミランは、ジャクソンの所有権を守るために、民間投資グループのフォートレス・インベストメントと私的合意に達したと発表した。契約前には、ジャクソンは3ヶ月分の滞納金を負っていた。マクミランは取引の詳細を明らかにしなかった。
2008年5月12日、トム・バラックが経営する投資会社コロニー・キャピタルが、デフォルト状態にあるネバーランドのローンを購入し、差し押さえ競売が中止された。売却価格は2250万ドルだった。ジャクソンはプレスリリースの中で、「ネバーランド・ランチに関わる最近の動きに満足しており、私は将来に集中できるようにネバーランドやその他の事項についてコロニーやトム・バラックと話し合っている」と述べている。
2008年11月10日、ジャクソンは所有権をシカモア・バレー・ランチ・カンパニーLLCに譲渡し、遊具をトラックで運び出すなどの敷地内での活動が近隣住民から報告された。シカモア・バレー・ランチはジャクソン（マクミランが代理）とコロニーキャピタルの関連会社との合弁企業であり、ジャクソンはまだここを所有していたが、所有権は不明であった。サンタバーバラ郡の査定官事務所は、ジャクソンが所有権の一部（割合は不明）を3500万ドルで売却したと述べている。しかし、その後の報道によると、コロニー・キャピタルはこの不動産に2250万ドルしか投資していなかったという。いずれにしても、信頼できる情報源によれば、コロニー社が大多数を所有していることが示されている。
コロニー社のプロジェクトマネージャーのカイル・フォーサイスは、チューダー様式の建物とサバンナのような草原を「英国のカントリーマナーとケニアの出会い」と表現している。最終的にコロニー社はネバーランドを丸ごと売却したいと考えている。フォーサイスは、分割して売却すると雰囲気が壊れてしまうだろうと言っている。
2009年以降、サクラメントで開かれるカリフォルニア・ステート・フェアではネバーランドにあった遊具の一部が設置され、目玉アトラクションとなっている。

## マイケル・ジャクソンの死

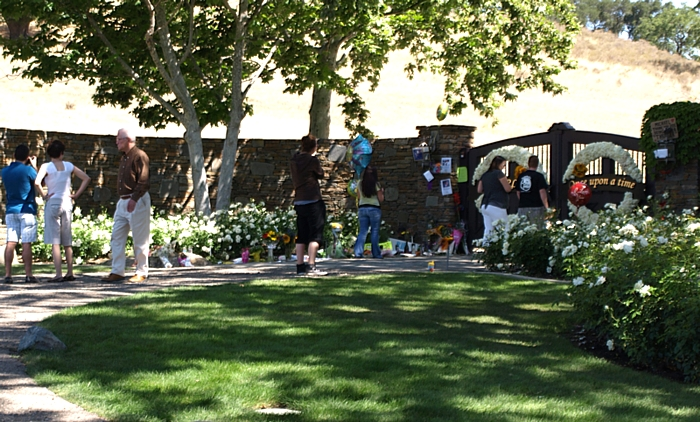
ジャクソンの死後すぐに、ネバーランドの入口の前に仮設の追悼碑が設置され、多くのファンが訪れた。

マイケル・ジャクソンの死後、ジャクソンの家族はネバーランドに彼を埋葬し、グレイスランドがエルビス・プレスリーのファンの聖地となったように、ネバーランドをマイケル・ジャクソンのファンの聖地にするつもりだと主張したという報道が、2009年6月28日から29日にかけてあった。彼の父のジョセフ・ジャクソンは、後にこの報道を否定した。7月1日には建設機械や庭師たちが敷地内に入り、ジャクソンの死に関連した何かの準備が行われているのではないかとの憶測を呼んだが、地元当局者は、所有者が郡や州政府から許可を取らなければ、埋葬は許可されないと述べている。ジャクソンの2002年の遺言により、彼の全財産は家族信託に譲渡されている。
2009年7月2日、ジャーメイン・ジャクソンが情報・ニュース番組『トゥデイ』のマット・ラウアーを連れて母屋の中を取材させ、『ラリー・キング・ライブ』のために母屋でインタビューを受けた。
2013年1月、歌手のレディー・ガガは、ジャクソンの子供たちがネバーランドを維持するために、不動産に投資することで協力する意思のあることを表明した。

## 売却

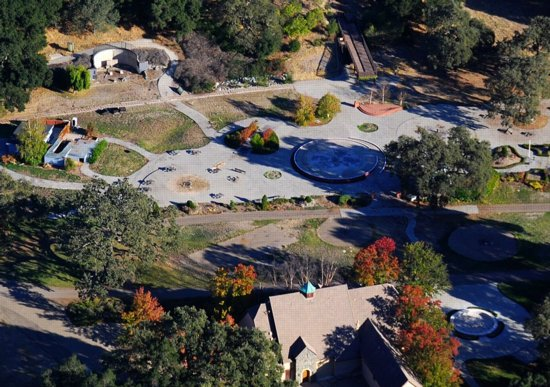
遊具が撤去された後のネバーランドの航空写真

2009年には遊園地の乗り物や動物園はなくなり、マイケル・ジャクソンの好きなピーター・パンで飾られた区画が設置された。
2015年5月には、ネバーランド・ランチがシカモア・バレー・ランチ(Sycamore Valley Ranch)に改名され、1億ドルで売りに出されることが発表された。その頃までにコロニー・ノーススターは同地の大規模な改修を完了していた。ファンを含む多くの人々がこの決定に抗議し、反対した。マイケルの兄のジャーメイン・ジャクソンは、コロニー・ノーススターに対し彼らの決定に不同意であることを表明する公開状を送った。
2016年5月の時点で、ジャクソンの遺産管理財団とコロニー・ノーススターが共同で所有していた2,698エーカーの土地は、サザビーズ・インターナショナル・リアルティによって1億ドルの提示価格で販売されていた。この価格には、12,598平方フィートのベッドルームが6室のノルマンディースタイルの邸宅、滝のある4エーカーの湖、プールハウス、3つのゲストハウス、テニスコート、5,500平方フィートの映画館とステージが含まれていた。また、鉄道駅と線路も含まれていた。『タイム』誌によると、所有者は「特にあの歌手のための博物館にするつもりのない買い手を探していた」という。
誰からも関心を持たれなかったため、2017年2月には希望価格は6700万ドルまで下落していた。同物件は2018年初頭にコールドウエルバンカーから同じ価格で売りに出されていた。
2019年2月、提示価格は3,100万ドルに引き下げられ、2015年の当初の提示価格1億ドルを6900万ドル下回った。リスティングエージェントによると、価格以外は何も変わっていないという。敷地内の構造物や造園は現在も維持されている。2020年12月24日、マイケル・ジャクソンと親交があった投資家のロナルド・バークルが、ネバーランドを2200万ドル（約22億6600万円）で購入することに合意したことを自身の広報を通じて発表した。